# サクラサクミライコイユメ
「サクラサクミライコイユメ」は、表題曲の歌唱を担当したyozuca*にとっては2作目、カップリング曲担当のCooRieにとっては3作目のシングル。2003年7月24日にLantisから発売された。

## 概要
yozuca*としては前作「ダ・カーポ 〜第2ボタンの誓い〜」から約11か月ぶり、CooRieとしては前作「流れ星☆」から約3か月ぶりのリリース。CDジャケットには朝倉音夢がプリントされている。
表題曲「サクラサクミライコイユメ」は、テレビアニメ『D.C. 〜ダ・カーポ〜』のオープニングテーマに採用された。また、「サクラハッピーイノベーション」のB面には、テレビアニメ『D.C.III 〜ダ・カーポIII〜』声優らによるカバー版が収録されている。
カップリング曲の「未来へのMelody」は、テレビアニメ『D.C. 〜ダ・カーポ〜』のエンディングテーマとして使用された。

## 収録曲
1. サクラサクミライコイユメ [4:33]
作詞・作曲：tororo / 編曲：Angel Note / 歌：yozuca*
テレビアニメ『D.C. 〜ダ・カーポ〜』オープニングテーマ
2. 未来へのMelody [4:18]
作詞：rino / 作曲・編曲：長田直之 / 歌：CooRie
テレビアニメ『D.C. 〜ダ・カーポ〜』エンディングテーマ
3. サクラサクミライコイユメ （off vocal）
4. 未来へのMelody （off vocal）

## 収録作品

### CD
| 曲名                     | 収録アルバム                                        | 備考                                                                                  |
| ------------------------ | --------------------------------------------------- | ------------------------------------------------------------------------------------- |
| サクラサクミライコイユメ | soleil*garden                                       | yozuca*の1作目のオリジナルアルバム                                                    |
| サクラサクミライコイユメ | dolce                                               | テレビアニメ『D.C. 〜ダ・カーポ〜』のアルバム。アコースティックバージョンとして収録。 |
| サクラサクミライコイユメ | 初音島ベスト D.C. 〜ダ・カーポ〜 ベストセレクション | 『D.C. 〜ダ・カーポ〜』のベストアルバム。                                             |
| サクラサクミライコイユメ | AMOROSO                                             | テレビアニメ『D.C. 〜ダ・カーポ〜』のサウンドトラック。TVeditとして収録。             |
| サクラサクミライコイユメ | サクライロノキセツ 〜Re-Product&Remix&PV〜          | yozuca*の8作目のシングル。Virtual beautiful STAYKOOL club mixとして収録。             |
| サクラサクミライコイユメ | Lantis 10th anniversary Best 090926                 | ランティスの10周年記念アルバム。                                                      |
| 未来へのMelody           | 秋やすみ                                            | CooRieの1作目のオリジナルアルバム。                                                   |
| 未来へのMelody           | 初音島ベスト                                        | 『D.C. 〜ダ・カーポ〜』のベストアルバム。                                             |
| 未来へのMelody           | AMOROSO                                             | テレビアニメ『D.C. 〜ダ・カーポ〜』のサウンドトラック。TVeditとして収録。             |

### DVD / Blu-ray Disc
| 発売日                   | タイトル                                  | 備考                     |
| サクラサクミライコイユメ | サクラサクミライコイユメ                  | サクラサクミライコイユメ |
| ------------------------ | ----------------------------------------- | ------------------------ |
| 2004年5月26日            | D.C. 〜ダ・カーポ〜 シークレットライブ    | ライブイベント映像。     |
| 2009年3月25日            | Animelo Summer Live 2008 -Challenge- 8.30 | ライブイベント映像。     |
| 未来へのMelody           |                                           |                          |
| 2004年5月26日            | D.C. 〜ダ・カーポ〜 シークレットライブ    | ライブイベント映像。     |
| 2009年3月25日            | Animelo Summer Live 2008 -Challenge- 8.30 | ライブイベント映像。     |

## 他作品への起用
表題曲「サクラサクミライコイユメ」は、テレビアニメ『D.C. 〜ダ・カーポ〜』以外の作品にも起用されている。
- OVA『D.C.if 〜ダ・カーポ イフ〜』後編エンディングテーマ
- テレビアニメ『らき☆すた』第15話挿入歌
- テレビアニメ『天使の3P!』第10話挿入歌
  - 登場人物の1人である相ヶ江柚葉（声 - 井口裕香）が、カラオケで歌う。